# Yours (canción de Ella Henderson)
«Yours» es una canción escrita e interpretada por la cantante y compositora británica Ella Henderson. Fue lanzado 30 de noviembre de 2014 a través de Syco Music como el tercer sencillo del álbum de debut de Henderson, Chapter One (2014). La canción fue coescrita y producida por el cantautor Josh Record. El sencillo ha llegado a vender más de 150 000 copias desde su lanzamiento.

## Lista de canciones
Remixes - EP
1. "Yours" (Wideboys Remix) - 4:37
2. "Yours" (Philip George Remix) - 3:29
3. "Yours" (Tobtok Remix) - 4:24
4. "Yours" (Patrick Hagenaar Colour Code Remix) - 3:54

## Video musical
En el video se ve a Henderson interpretando la canción y tocando un piano desde un edificio. El vídeo en blanco y negro de "Yours" fue dirigido por James Lees y se estrenó el 5 de diciembre de 2014.

## Posicionamiento en listas
| País        | Lista                   | Mejor posición |      |
| 2014        | 2014                    | 2014           | 2014 |
| ----------- | ----------------------- | -------------- | ---- |
| Escocia     | Scottish Singles Top 40 | 8              |      |
| Hungría     | Rádiós Top 40           | 13             |      |
| Irlanda     | Irish Singles Chart     | 41             |      |
| Reino Unido | UK Singles Chart        | 16             |      |